# Eduard Valenta

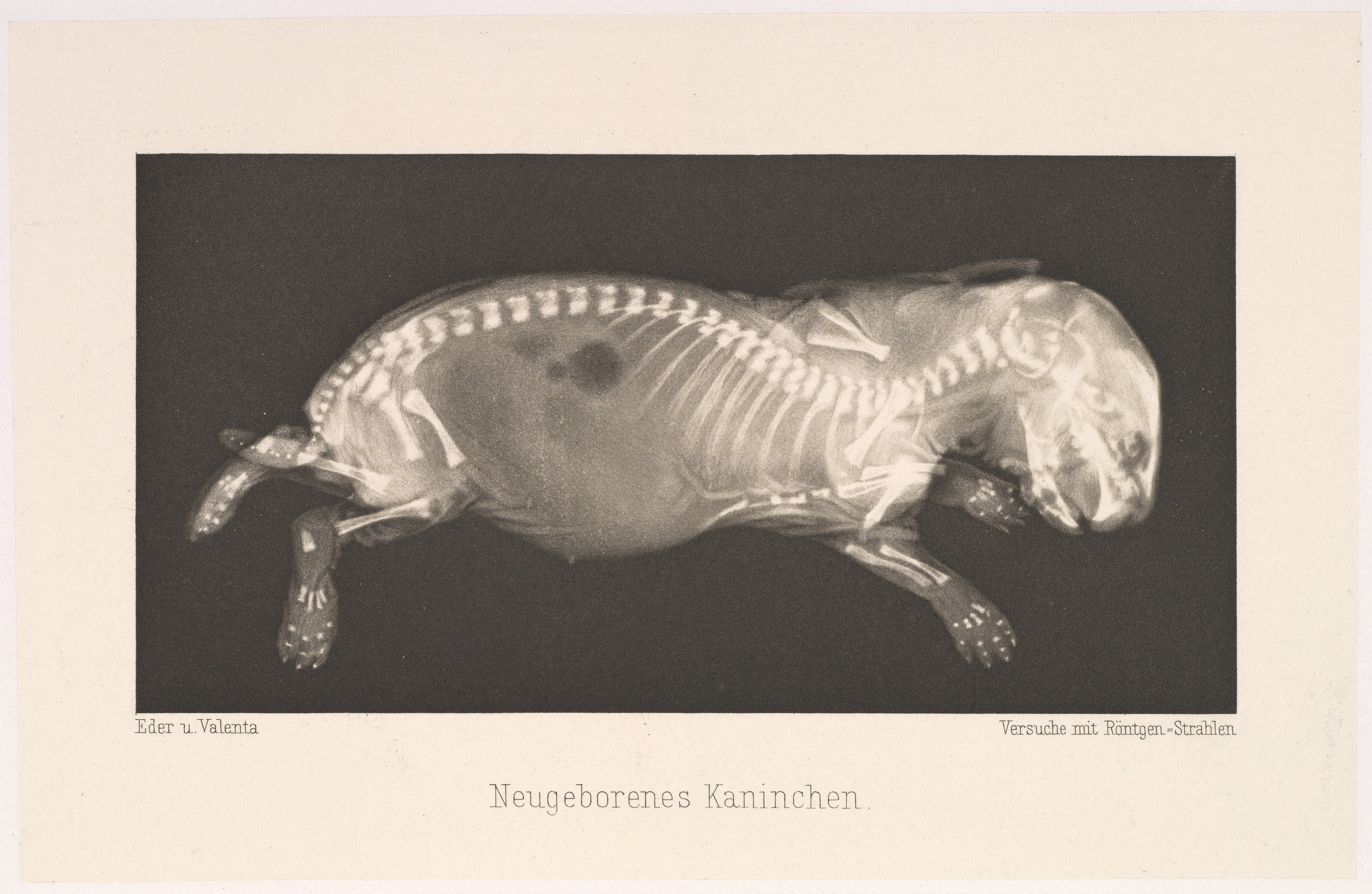
Novorozený králík

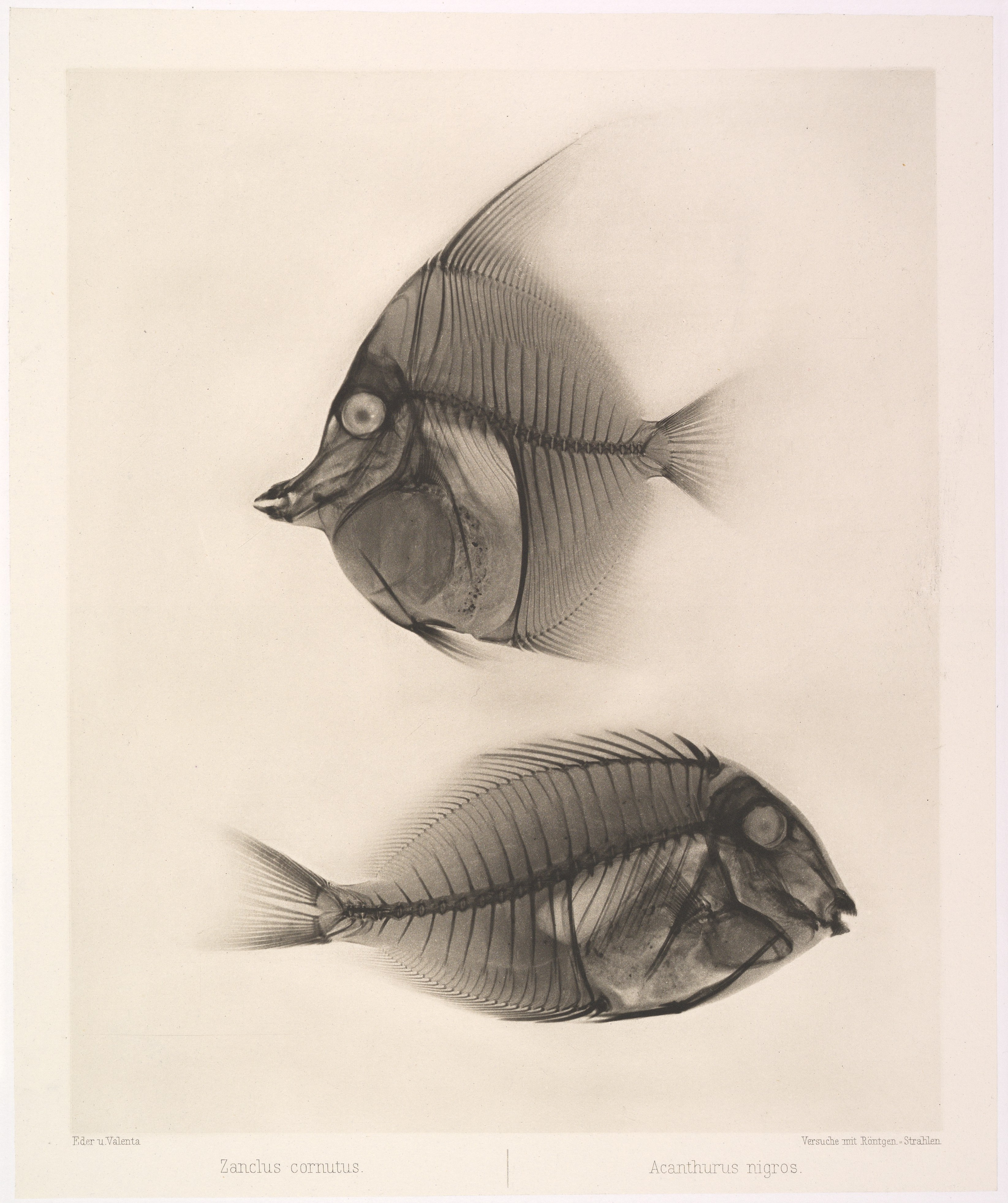
Zanclus cornutus - bičonoš zobanovitý

Edward Valenta (5. srpna 1857, Vídeň – 19. srpna 1937, tamtéž) byl rakouský chemik, fotochemik, fotograf a pedagog; profesor Vídeňského grafického institutu (něm. Graphische Lehr- und Versuchanstalt).

## Životopis
Narodil se 5. srpna 1857 v hlavním městě Rakouska, Vídni. Poté, co získal potřebné vzdělání, začal učit na Vídeňském královském institutu grafiky.
Valentova díla se týkají jednak fotochemie (aplikace barevné fotografie, pokusy využít k tomuto účelu rentgenové záření), jednak chemického studia materiálů v tisku (hlavně papíru).
V roce 1925 v Sovětském svazu vyšla jeho kniha v ruštině - Chemie fotografických procesů (Химия фотографических процессов, 2 sv.).
Eduard Valenta zemřel 19. srpna 1937 ve svém rodném městě.
Velká sbírka autorových děl je uložena v Sanfranciském muzeu moderního umění.

## Galerie
Autoři fotografií: Josef Maria Eder a Eduard Valenta

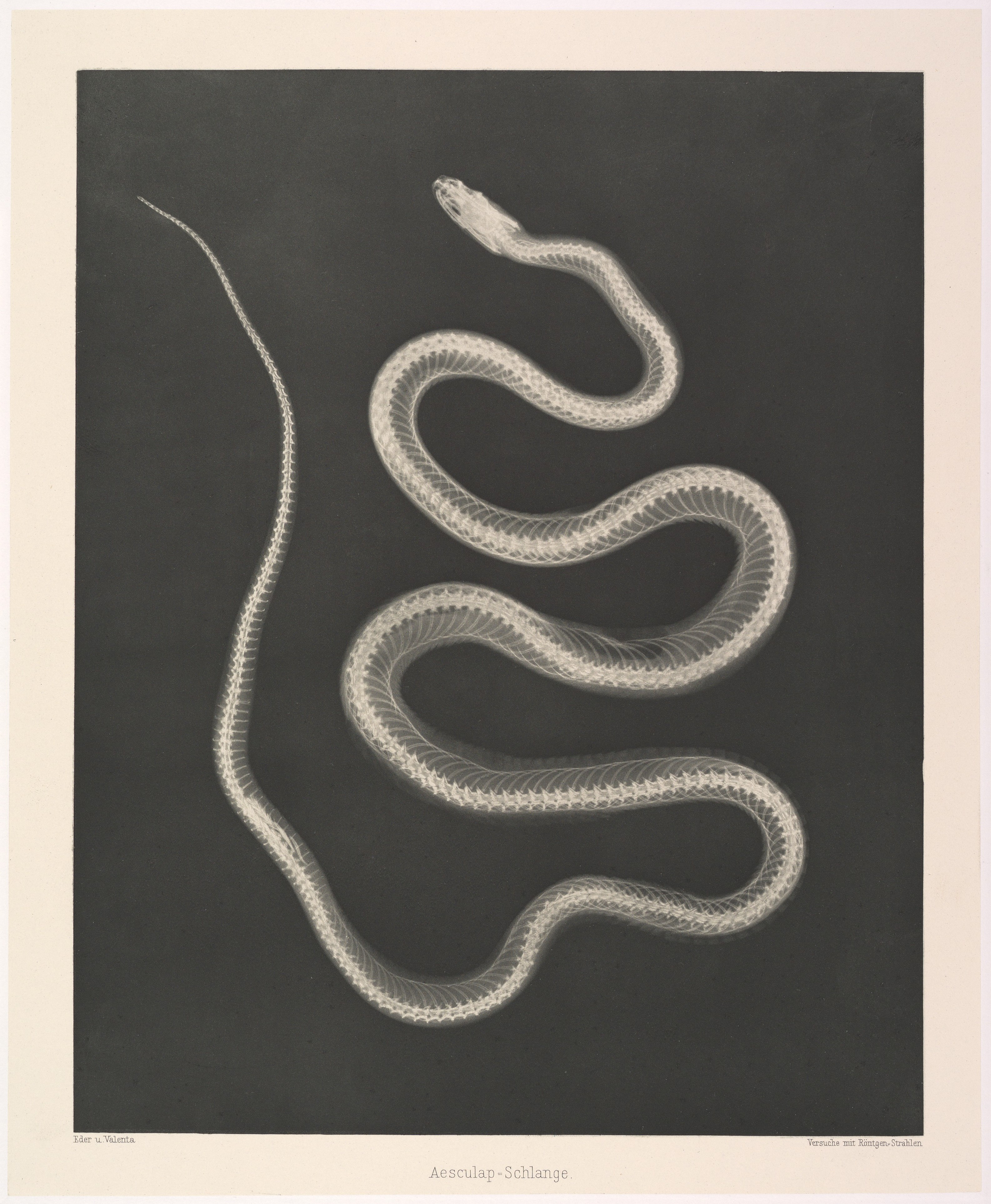
Užovka stromová
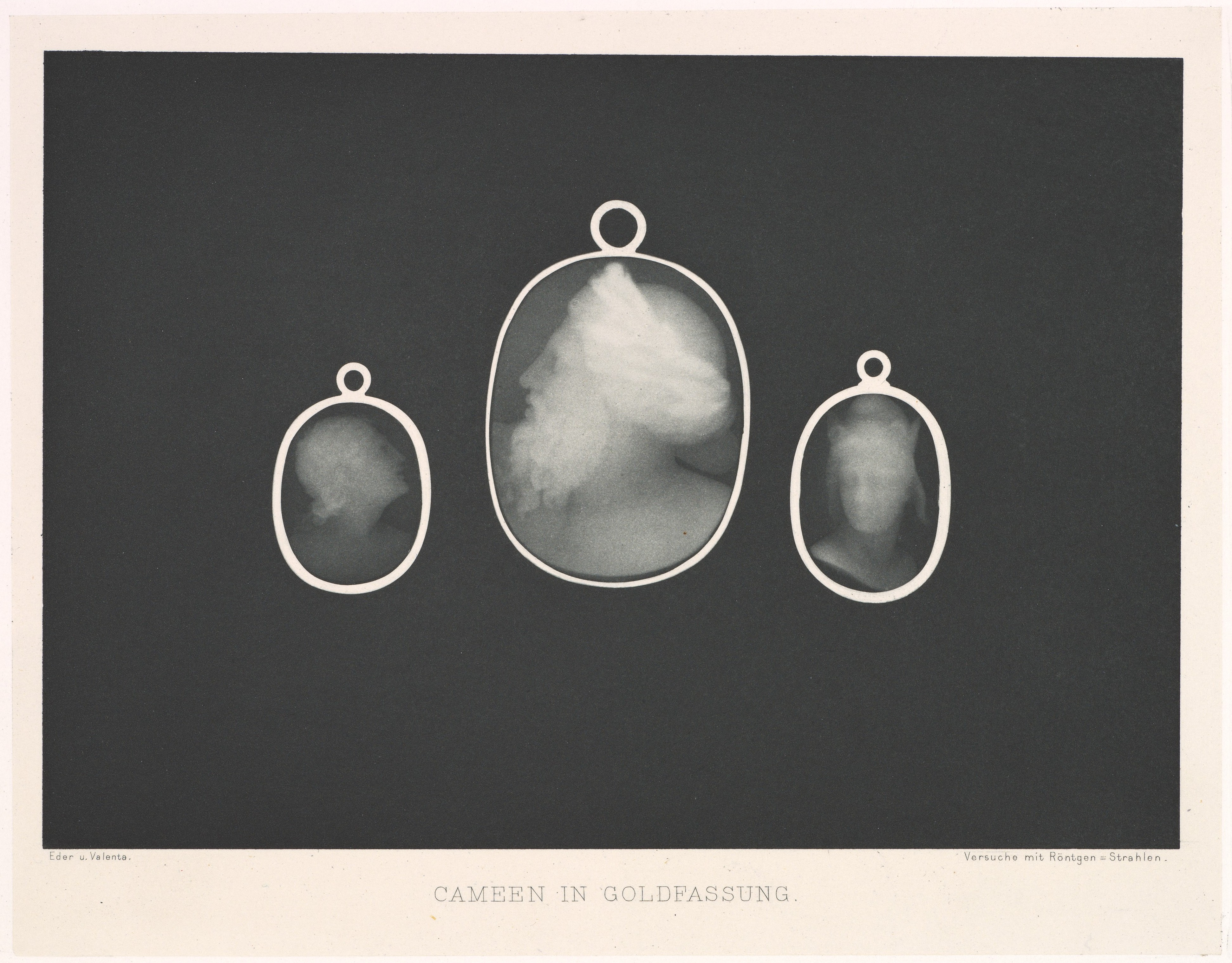
Kameje ve zlatých obroučkách
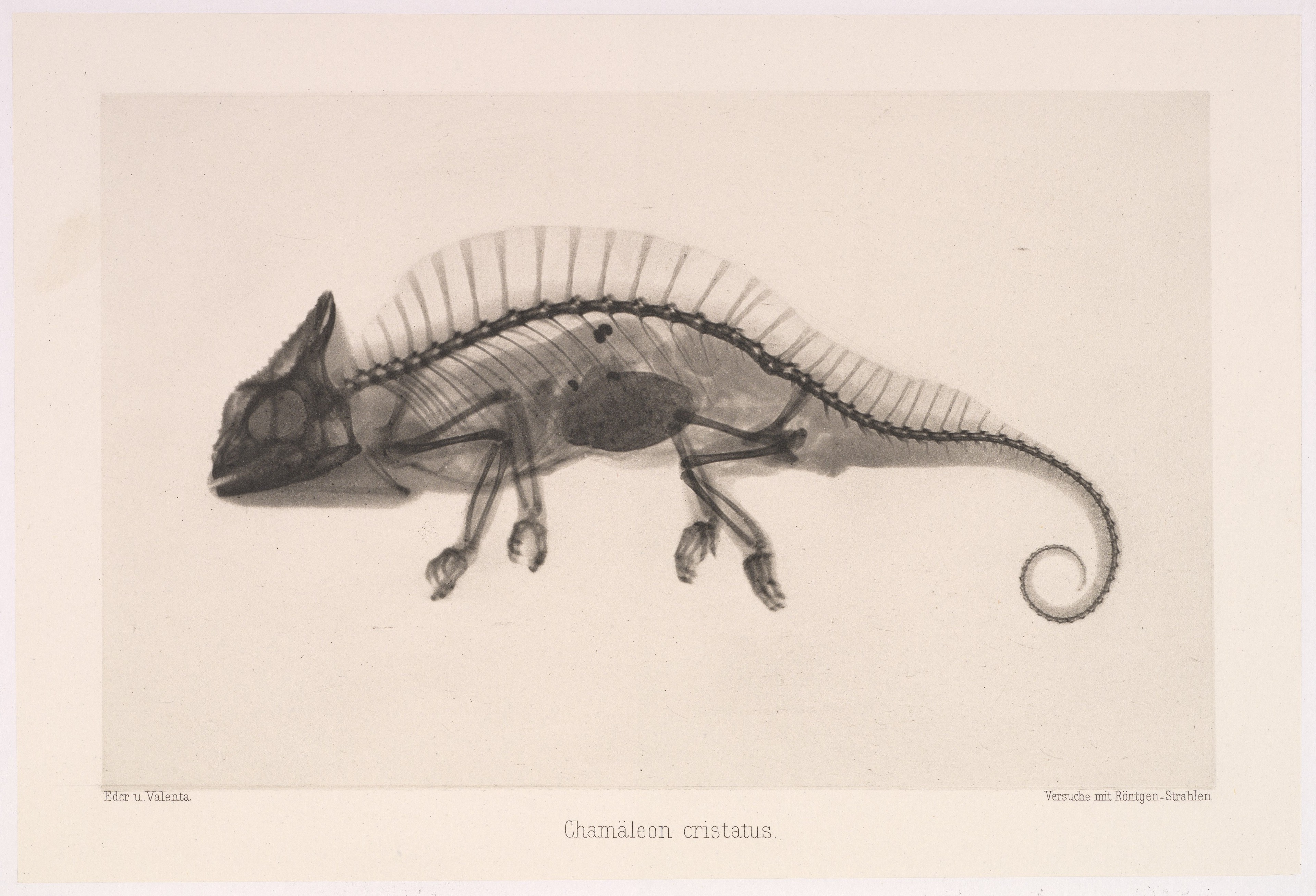
Chameleon cristatus
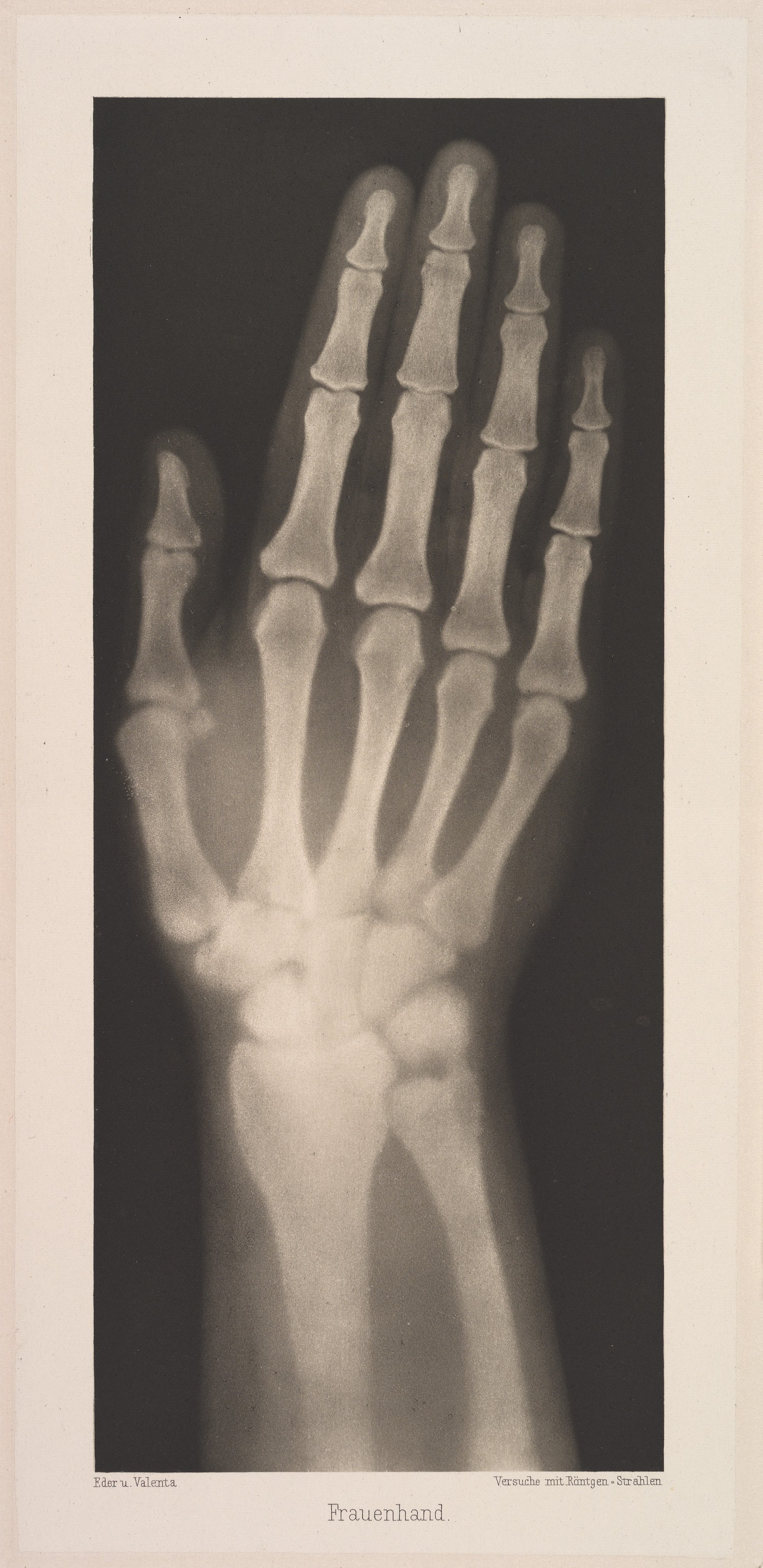
Ženská ruka
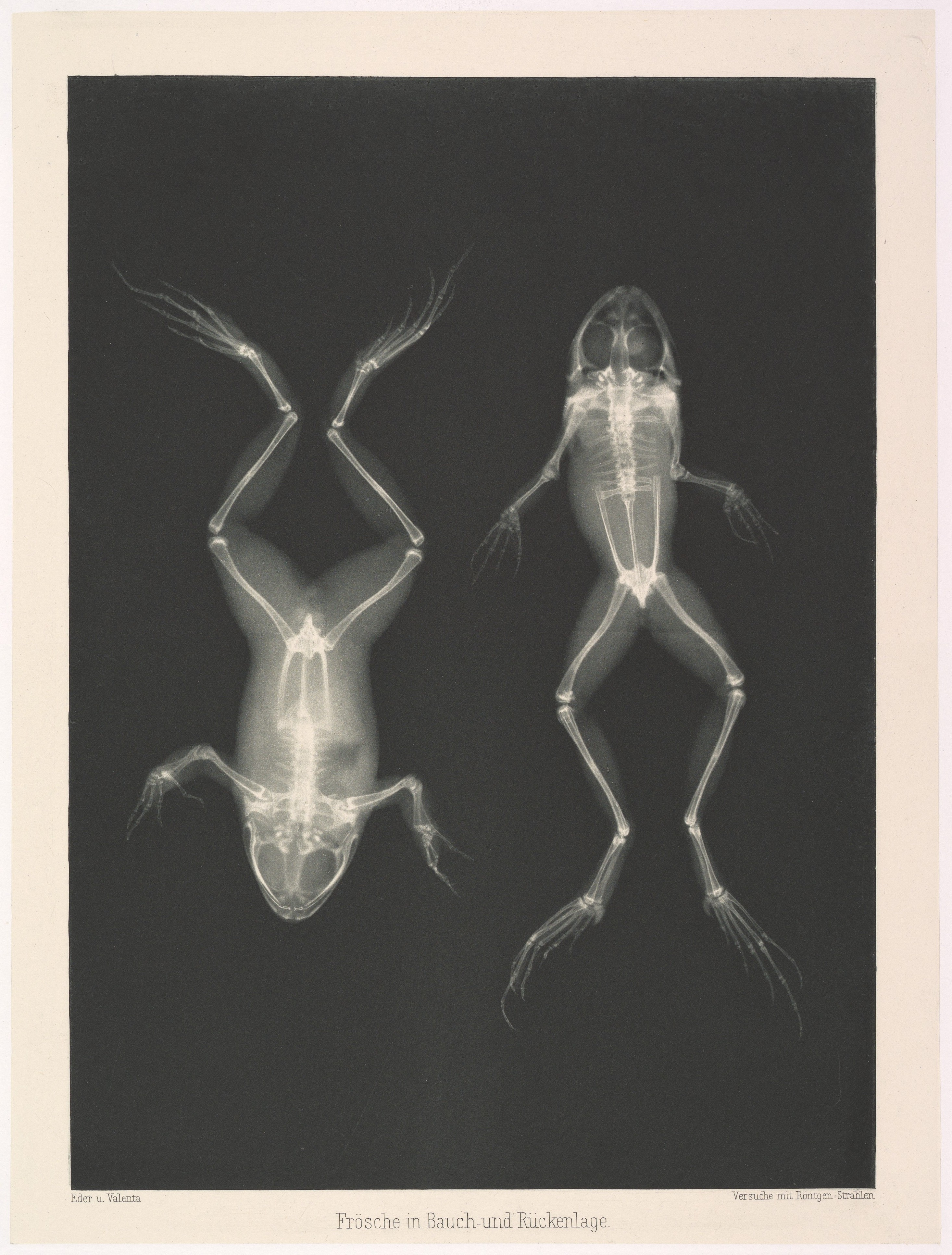
Jeden z prvních rtg snímků žáby
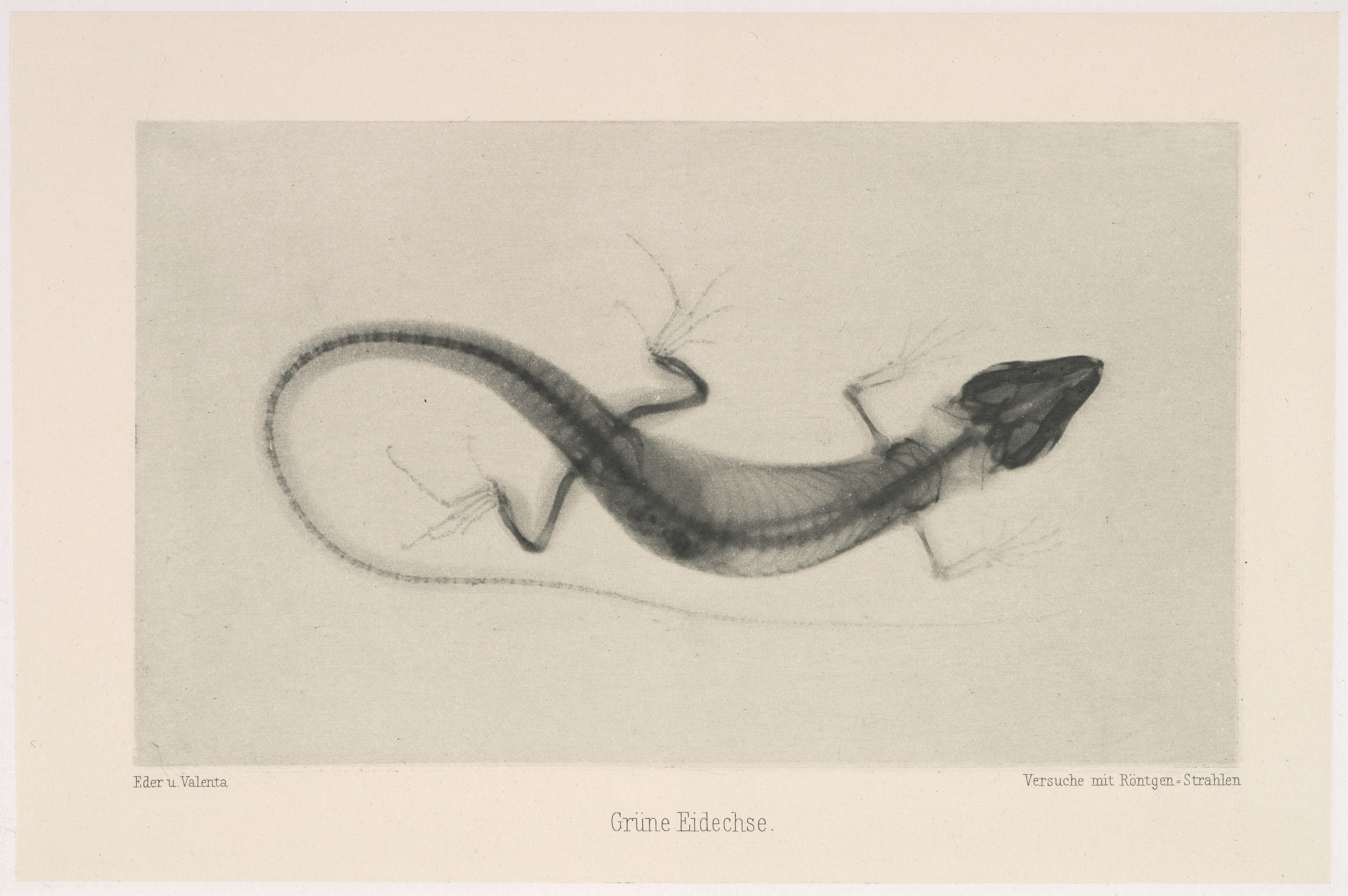
Ještěrka zelená
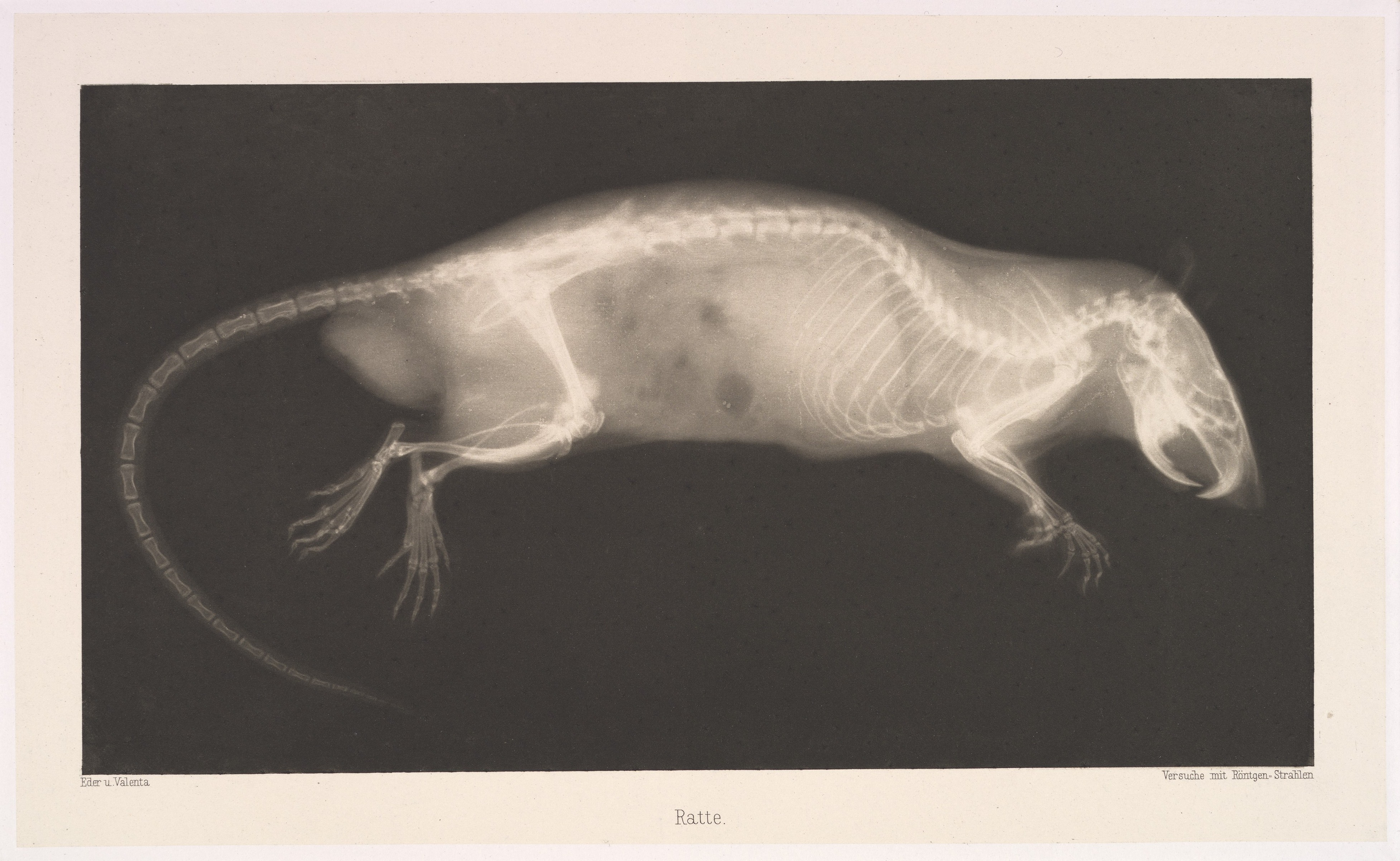
Krysa
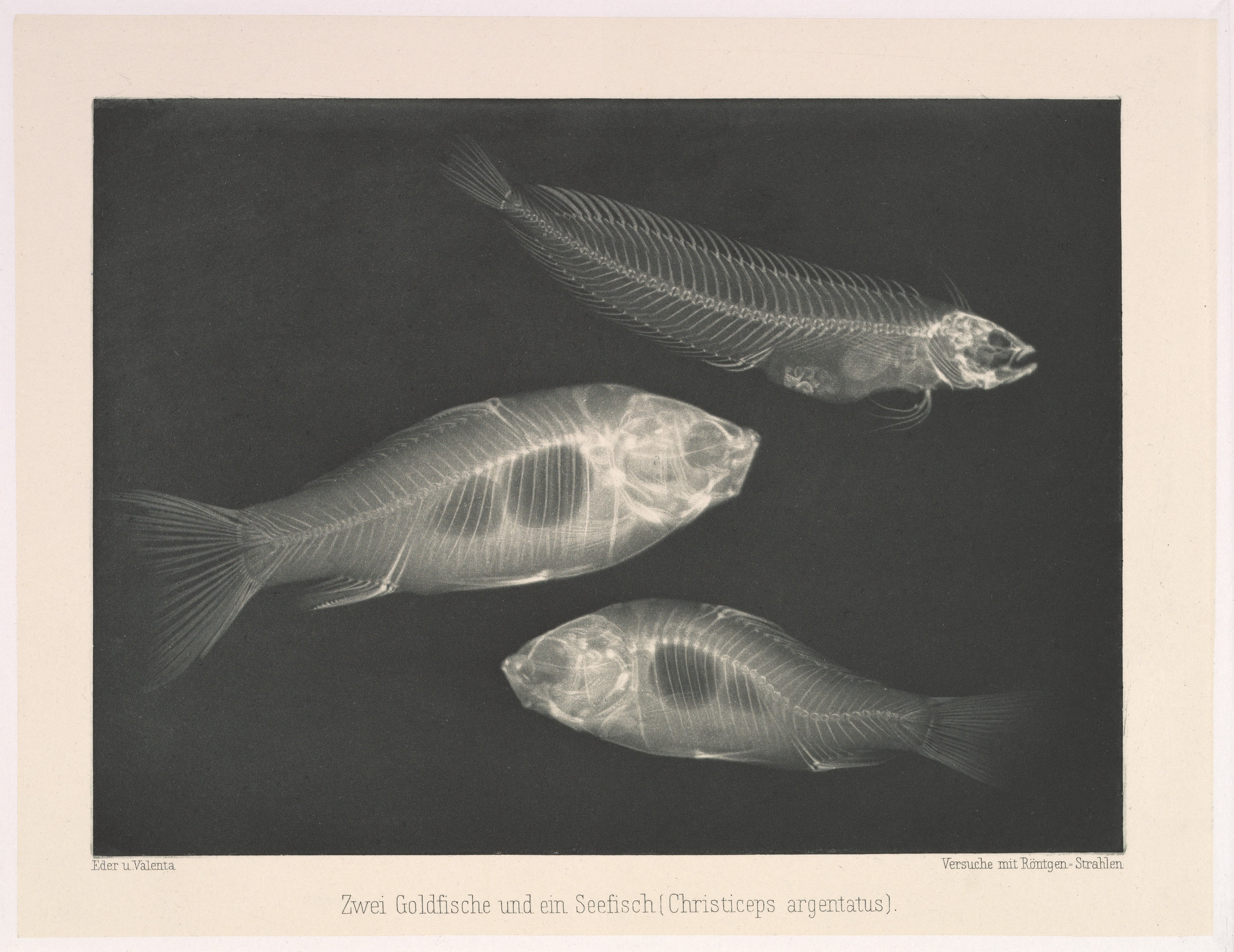
Dvě zlaté rybky a mořská ryba (Christiceps argentatus)